# Valentin Kühne
Valentin Kühne, auch Voltin Keune, (* 27. Mai 1656 in Anderbeck; † 10. April 1707 in Groß Quenstedt) war ein deutscher Bildschnitzer des Nordharzer Barocks.

## Leben
Gelernt hat er bei Meister Valentin Walter, der wohl den 1681 datierten, aber unsignierten Kanzelaltar und die Ausstattung der Burgkapelle in der Wasserburg Westerburg schuf. Nach neuen Erkenntnissen wird dieser allerdings Martin Kraft zugeschrieben.
Kühne heiratete 1682 in Groß Quenstedt die Magd Marita Schneidewindt (* 14. August 1653 in Groß Quenstedt; † 13. März 1718 Groß Quenstedt), mit der er die Kinder David (* 7. August 1683, sein Pate ist Meister Valentin Walter), Catharina (* 1. Advent 1685), Andreas (* 14. Februar 1687), Otto Friedrich (* 18. April 1689, erste Taufe des aus Gatersleben stammenden Pastors Otto Breul), Katharina Elisabeth (* 6. März 1690), Valentin (* 22. Juli 1691) und Magdalene (* 28. April 1695) hatte. Sein Sohn David († 7. Mai 1735 in Groß Quenstedt) führte die Werkstatt fort.

## Werk
1696 schuf Kühne den Kanzelaltar und die Ausstattung der St. Petri-Kirche in Groß Quenstedt. Die Farbfassung stammt von Tile Meutefind. Der Altar zeigt am Kanzelkorb den segnenden Jesus Christus mit der Weltenkugel und links neben der Kanzel die Figuren Moses mit den Gesetzestafeln und rechts Johannes den Täufer mit Kreuzstab, links neben Christus Andreas mit dem Kreuz und Thaddäus mit Keule, rechts Jacobus mit Muschel und Simon Kananäus. Im oberen Drittel stehen Petrus mit Kreuz und Schlüssel, Paulus mit Buch, Martin Luther im Talar mit Bibel und Johannes mit Buch.
Nach fortschreitendem Verfall der Bausubstanz wurde die St. Petri-Kirche 1978/79 bis auf den romanischen Turm abgetragen. Der Altar befindet sich heute in der St. Nikolai-Kirche in Jessen (Elster), die 1979–1994 umfassend saniert wurde. Der Altar „schließt sich kunstgeschichtlich unmittelbar an den Altar der Martinikirche in Halberstadt (1696), das Hauptwerk der hochbarocken Altarkunst im Harzraum an“.
1697/98 schuf er den Kanzelaltar und den Orgelprospekt der St.-Stephani-Kirche in Westerhausen, die am Kanzelkorb Jesus Christus mit Erdenkugel und Kreuz und den vier Evangelisten zeigt. Daneben befinden sich rechts Petrus und links Andreas. hinter dem Altartisch ist das Abendmahl dargestellt. Oberhalb der Kanzel sind der Gekreuzigte, rechts Martin Luther im Talar mit Bibel und links ein bärtiger Bischof mit Buch zu sehen. Wahrscheinlich handelt es sich um Kirchenvater Ambrosius als Sinnbild für den Kirchengesang. Nach einer anderen Überlieferung soll die Figur den 827 verstorbenen Halberstädter Missionsbischof Hildegrim darstellen.
In der St. Stephan-Kirche in Gatersleben schuf Kühne 1700 einen reich beschnitzten Beichtstuhl. Den Kanzelaltar (1710) musste sein Sohn David vollenden. Hier wurde eine Renaissancekanzel wieder verwendet, die von den Figuren Moses und Aaron flankiert wird. Im Aufsatz stehen neben einem Gemälde des Schmerzensmannes Luther und ein Engel. Den oberen Abschluss bildet die Kreuzigungsgruppe.
Seit 1697 wurde in Kleinalsleben, einer ursprünglich zum Reichsstift Gernrode gehörenden anhaltischen Exklave für eine neue Kirchenausstattung gesammelt. 1716 wurde der von David Kühne geschaffene Altar aufgestellt. Die Kanzel von Dancker aus Neuhaldensleben wurde ursprünglich von einer Mosesfigur (von Kühne?) getragen.
Auffällig ist die betonte Integration von Lutherfiguren. In Groß Quenstedt und Westerhausen wurde schon 1523 evangelisch gepredigt. Offiziell wurde der lutherische Glaube im Reichsstift Gernrode 1530, in der Grafschaft Blankenburg-Regenstein (Westerhausen) 1530/39 und in Magdeburg/Halberstadt 1541 nach dem Landtag von Calbe anerkannt. Zur Zeit der Errichtung der barocken Altäre waren Groß Quenstedt, Westerhausen und Gatersleben Amtssitze im preußischen Fürstentum Halberstadt.
Valentin Kühne fertigte auch den Taufengel für die Kirche von Groß Quenstedt (heute Jessen) sowie die ihm zugeschriebenen Taufengel von Hoppenstedt (um 1695), Rödersdorf (Ende 17. Jh.) und Schwanebeck (um 1690, heute Neustadt/Südharz).